# Bakegyamon
Bakegyamon (jap. 妖逆門) ist eine Mangaserie, die von Mitsuhisa Tamura nach einem Konzept von Kazuhiro Fujita umgesetzt wurde. Sie wurde als Anime-Fernsehserie adaptiert und ist in die Genres Action, Drama und Shōnen einzuordnen.

## Inhalt
Der Schüler Sanshirō Tamon (多聞 三志郎) lebt in einer Kleinstadt, in der wenig los ist. Eines Tages aber lädt ein Fremder namens Fue (不壊) ihn zu einem Spiel ein, Bakegyamon. Als Sanshirō einwilligt, wird er in eine andere Welt namens Gyaku Nihon (逆日本, „entgegengesetztes Japan“) versetzt. In dieser versammeln sich Kinder, um gegeneinander Bakegyamon zu spielen. Dieses Turnier findet alle 44 Jahre statt und wurde von jemandem namens Hell Master ins Leben gerufen. Im Spiel lassen die Kinder Monster für sich kämpfen, und wer schließlich das Turnier gewinnt, dem soll ein Wunsch erfüllt werden. So trifft Sanshirō in dieser Welt viele andere Kinder, die sich die unterschiedlichsten Wünsche erfüllen lassen wollen und deswegen teilnehmen.

## Veröffentlichung
Der Manga erschien von 2006 bis 2007 im Manga-Magazin Weekly Shōnen Sunday des Verlags Shogakukan. Die Kapitel kamen auch gesammelt in fünf Bänden heraus. Der Manga basiert auf einem Konzept von Kazuhiro Fujita und enthält viele Monster aus dessen Mangareihe Ushio and Tora.
Viz Media veröffentlichte die Serie auf Englisch als BakéGyamon: Backwards Game, bei Casterman erschien sie auf Französisch und bei Ching Win auf Chinesisch in Taiwan.

## Anime-Adaption
Das Studio Radix produzierte 2006 eine Verfilmung des Mangas unter der Regie von Hiroshi Negishi. Die künstlerische Leitung lag bei Tsutomu Ishigaki und für das Charakterdesign war Tomoyuki Abe verantwortlich. Dabei entstanden 51 Folgen mit je 25 Minuten. Die Erstausstrahlung erfolgte vom 3. April 2006 bis zum 26. März 2007 bei den Sendern TV Ōsaka, TV Setouchi und TV Tokyo. Es folgten Ausstrahlungen bei BS Japan und AT-X.
Die Fernsehserie wurde ins Spanische, Tagalog und Chinesische übersetzt.

### Synchronisation
| Rolle          | japanischer Sprecher (Seiyū) |
| -------------- | ---------------------------- |
| Sanshirō Tamon | Yumiko Kobayashi             |
| Neido          | Chafurin                     |
| Fue            | Hozumi Gōda                  |
| Kimidori       | Kaori Fukuhara               |

### Musik
Den Soundtrack der Serie komponierte Kazunori Miyake. In Japan erschien dieser auch auf CD. Für die Vorspanne verwendete man folgende Lieder:
- Mebius (メビウス) von Janne Da Arc
- Shiroi Tsuki von Yu-Ki

Die Abspanne wurden unterlegt mit den Titeln:
- From Bakegyamon (ふろむ 妖逆門) von Kaori Fukuhara
- Odoru Bakegyamon Prayer Ondo (踊る ばけぎゃもん ～ぷれい屋音頭) von Hozumi Goda, Mitsuki Saiga, Nanae Katou und Chafurin
- Soramimi Bakegyamon (ソラミミ妖逆門) von Kaori Fukuhara
- Always There For You von Mitsuki Saiga und Kaori Fukuhara